# Bostadsanpassningsbidrag
Bostadsanpassningsbidrag är till för att ge människor med funktionshinder möjlighet till ett självständigt liv i eget boende. Beslut om bostadsanpassningsbidrag är en kommunal uppgift.
Bidraget är till för enskilda ska kunna anpassa sin bostad och området närmast omkring med sådana åtgärder som är nödvändiga på grund av funktionsnedsättningen. Bidraget täcker inte sådant som behövs redan på grund av bygglagstiftningens regler om tillgänglighet. Det täcker inte heller sådant som behövs redan av andra orsaker än funktionshindret, till exempel renoveringsbehov.
Kommunen kan ge bidrag till fasta åtgärder i en persons fasta bostad, men inte i exempelvis fritidshus. Bidraget kan också ges om en funktionshindrad person bor i någon annans bostad regelbundet och under lång tid. Alla typer av funktionshinder kan ge rätt till bidrag, om funktionshindret är permanent eller åtminstone långvarigt. Lösa inventarier ger inte rätt till bidrag. Kommunen kan också ge bidrag till att återställa bostaden sedan utrustningen tagits bort. Detta återställningsbidrag regleras i samma lag som bostadsanpassningsbidraget.
Bland de åtgärder som kan bli aktuella finns rullstolsramp eller hiss till entrén, lyftanordningar, dörröppnare, staket, anpassning av kök, eller spisvakt.
I Sverige har bidrag till bostadsanpassning för personer med funktionsnedsättning funnits sedan 1959. Då infördes ett statligt invalidbostadsbidrag till specialinredda lägenheter för rörelsehindrade personer (personer som använde käpp eller rullstol). 1969 och 1970 utvidgades bidraget så att det också gällde synskadade och  personer som hade en starkt nedsatt förmåga att utnyttja sina armar eller som saknade armar. 1973 trädde nya regler om bostadsanpassningsbidrag i kraft. Benämningen ändrades till bostadsanpassningsbidrag och omfattade i princip alla långvariga eller bestående funktionsnedsättningar som krävde särskilda anpassningsåtgärder i bostaden. 1983 blev bidragsgivningen mer generös. I princip fanns det inte längre någon gräns för bidragsbeloppet, utom för standardhöjande åtgärder där beloppet var begränsat till 20 000 kronor. 
1993 ersattes de tidigare förordningarna med den nuvarande lagen (1992:1574) om bostadsanpassningsbidrag m.m. Denna lag har ändrats några gånger. Den senaste ändringen, från 2000, innebär bland annat att begreppet ”standardhöjande åtgärder” har tagits bort ur lagen. Det behövs inte heller längre särskilda skäl vid köp eller byte av bostad om åtgärderna inte är kostnadskrävande. Slutligen har principen att bidrag inte ska ges för åtgärder som behöver utföras redan av väsentligen andra orsaker än funktionsnedsättningen skrivits in direkt i själva lagen.